# Бугати Вейрон
Bugatti Veyron е хиперкола на компанията Bugatti, произвеждана от 2005 до 2015 г. Наречена е в чест на френския състезател Пиер Вейрон, победител от 1939 г. в състезанието 24 часа на Льо Ман. През 2010 г. списанията Top Gear и Robb Report присъждат наградата „Автомобил на десетилетието“ на Bugatti Veyron и неговата модификация Grand Sport, съответно. Модификацията Super Sport през 2010 г. подобрява световния рекорд за скорост и става най-бързия сериен автомобил в света. Производството на Veyron към момента е приключено, общо са продадени 450 автомобила: 300 купе и 150 роудстъри. Наследник на Bugatti Veyron е Bugatti Chiron, официално представен на женевския автосалон през 2016 г.

## Bugatti Veyron 16.4
Предшественици на серийния Bugatti Veyron са концепт-колите Bugatti 18/3 Chiron, разработена от компанията ItalDesign и представена през септември 1999 г. на франкфуртския автосалон, и демонстрираният след няколко седмици (октомври 1999 г.) на токийския автосалон Bugatti 18/4 Veyron. Концептуалният Bugatti 18/4 Veyron е бил вече разработен от главния дизайнер на Volkswagen Хартмут Варкус, като имал тогава 18-цилиндров двигател с обем 6,3 L и мощност 555 к.с. През октомври на същата 2000 г. на парижкия автосалон са показани концептът Bugatti 16/4 Veyron с 16-цилиндров мотор с мощност 630 к.с. През март 2001 г. на женевския автосалон е показан Bugatti 16.4 Veyron с мотор с мощност 1001 к.с. Няколко години са били необходими на инженерите, за да решат различни технически въпроси, но на 29 април 2005 г. Bugatti Veyron за пръв път достига максимална скорост над 400 km/h, а серийното производство на този суперавтомобил на стойност 1 милион евро започва през септември 2005 г.. Производството на версията купе приключва през юни 2011 г..
- „Чистокровният“ Bugatti Veyron Pur Sang
- Bugatti Veyron Fbg par Hermès
- Bugatti Veyron Sang Noir
- Bugatti Veyron Bleu Centenaire
- Bugatti Veyron L’Edition Centenaire Jean-Pierre Wimille
- Bugatti Veyron Nocturne и Bugatti Veyron Sang d’Argent

## Bugatti Veyron 16.4 Grand Sport
Bugatti Veyron Grand Sport е открита версия (роудстър) на хиперкколата Bugatti Veyron. Премиерата на автомобила се състоя през август 2008 г. на автомобилното изложение Pebble Beach Concours d'Elegance в САЩ. Названието „Grand Sport“ отпраща към моделите Bugatti Type 40 и Bugatti Type 43. Автомобилът е снабден със сваляща се твърда централна част на покрива, направена от тониран полупрозрачен поликарбонат, а има също и мек „тент“ от тъкан, който по време на дъжд може да се поставя вместо покрив. Общо са произведени 150 екземпляра от този автомобил, серийното му производство започва през 2009 г., цените тръгват от 1,4 милиона евро. Първият образец от версията Grand Sport е „пожертван“ за благотворителни цели и е продаден на търга Gooding & Company за $2,9 милиона. Тази машина е създадена по индивидуална поръчка и носи табелка с номер „1“.
Предвид внесените изменения в аеродинамиката на автомобила, динамиката на Grand Sport се различава от версията „купе“. Така, при снет твърд покрив автомобилът може да достигне скорост до 360 km/h, с монтиран мек покрив – само до 130 km/h, с поставен обратно твърд покрив – до 407 km/h. Роудстърът се ускорява до 100 km/h за 2,7 s, до 200 km/h – 7,3 s, до 300 km/h – 16,7 s.
- Bugatti Veyron Grand Sport Sang Bleu
- „Порцелановият“ Bugatti Veyron Grand Sport L’Or Blanc
- Червен Bugatti Veyron Grand Sport
- Bugatti Veyron Grand Sport от Бернар Вене
- Bugatti Veyron Grand Sport Blanc Noir
- Bugatti Veyron Grand Sport Bleu Nuit

## Bugatti Veyron 16.4 Super Sport
Super Sport е по-мощен от предишната версия купе със 199 к.с. и развива мощност от 1200 к.с.; въртящият момент достига стойности от 1500 N·m. В автомобила е поставен двигател W16 с увеличени интеркулери, които имат голяма производителност, а също модернизиран ауспух и обновени турбонагнетатели. Максималната скорост е ограничена до 415 km/h, за да се предотврати бързото разрушаване на гумите; ускорява до 100 km/h за 2,5 s, до 200 km/h – 6,7 s, до 300 km/h – 14,6 s. За постигане на по-добра устойчивост на високи скорости, в окачването са монтирани нови амортизатори, по-твърди пружини с увеличен ход и дебели стабилизатори на напречната устойчивост. Освен това съществено са преработени аеродинамиката и дизайна на каросерията, която сега е изцяло изпълнена от въглепласти. Общо са произведени 48 купета Super Sport.
- „Рекордната“ версия на Bugatti Veyron Super Sport
- Bugatti Veyron Super Sport Sang Noir
- Bugatti Veyron Super Sport Pur Blanc

## Bugatti Veyron 16.4 Grand Sport Vitesse
Bugatti Veyron Grand Sport Vitesse е представен на женевския автосалон през 2012 г. Той представлява съчетание на открития Grand Sport с двигател от „скоростния“ Super Sport. За разлика от Grand Sport, каросерията е направена изцяло от въглепласти, преработен е дизайнът на въздухозаборниците, спойлера, обтекателя. Автомобилът се ускорява до 100 km/h за 2,6 s, до 200 km/h — 7,1 s, до 300 km/h — 16 s; максималната му скорост е 410 km/h.
В началото на април 2013 г. Bugatti Veyron Grand Sport Vitesse става най-бързият автомобил с открит покрив, зафиксиран от Немската агенция за техническа инспекция (на немски: TÜV) . Автомобилът със свален покрив се ускорява до 408 km/h.
- Bugatti Veyron Grand Sport Vitesse Le Ciel Californien
- „Легендите Bugatti“: Jean-Pierre Wimille и Jean Bugatti
- Bugatti Veyron Grand Sport Vitesse Rembrandt Bugatti
- Пет автомобила от серията „Легенди“: Jean-Pierre Wimille, Jean Bugatti, Meo Costantini, Black Bess, Ettore Bugatti
- Последният Veyron – Bugatti Veyron Grand Sport Vitesse La Finale
- Bugatti Veyron Grand Sport Vitesse L’Or Rouge